# 2017年莱斯沃斯岛地震
2017年莱斯沃斯岛地震是一次2017年6月12日12时28分39秒左右发生于希腊莱斯沃斯岛沿岸的地震。其地震规模为Mw 6.3级，震源深度约12千米，最大烈度为9度（IX）。受本次地震影响，莱斯沃斯岛南部共有1人遇难和至少10人受伤。土耳其部分地区亦感受到了震感，但没有造成显著破坏。除此之外，本次地震还引发了最大高度约40厘米的海啸。

## 历史背景
由于地中海地区人口稠密。板块运动曾造成大量伤亡。古时该地区发生地震的环境就有着相当高的不确定性，自15世纪以来，地震活动造成了35万人以上的死亡。其中有许多死亡是由地震活动所引起的滑坡等地质现象所造成的。例如，1348年在东阿尔卑斯发生的菲拉赫地震引起的巨大滑坡，盖尔阿谷为之堵塞，若干村落被淹没。地中海地区地质条件复杂，地处阿尔卑斯带，位于非洲板块和亚欧大陆板块的交界处。非洲板块每年都在以2厘米左右的速度上升，释放能量，故该地区经常发生大地震。如20世纪伊始至本次地震发生的这段期间，本次震中的震中距250千米范围内共发生过28次规模6级以上的地震。

## 机构观测
美国地质勘探局正式测定，本次地震震中位于希腊莱斯沃斯岛沿岸（北纬38.930度，东经26.365度），地震规模为Mw 6.3级，震源深度约12千米，最大烈度为9度（IX）。在美国地质勘探局设立的DYFI页面中，根据震中附近的人提供的报告所推定的烈度也为9度（IX）。而希腊本国科研机构雅典国家天文台所测定的地震规模为6.1级。

## 影响
受本次地震影响，共造成莱斯沃斯岛南部1人遇难和至少10人受伤。希腊莱斯沃斯岛政府表示，该岛南部的乌里萨村受损严重，约有一半房屋损毁，目前所知的伤亡人员均来自该村。附近的普洛马里村的房屋损毁情况也比较严重。震中附近地区一些建筑的围墙倒塌，进出震区的公路被封。相比较而言，震中距较大的希腊首都雅典和土耳其第一大城市伊斯坦布尔均有震感。地震在土耳其伊兹密尔省伊兹密尔市等地造成恐慌，不少市民逃离家中避险。除此之外，本次地震还引发了最高高度约40厘米的海啸。